# Vincent Strouhal

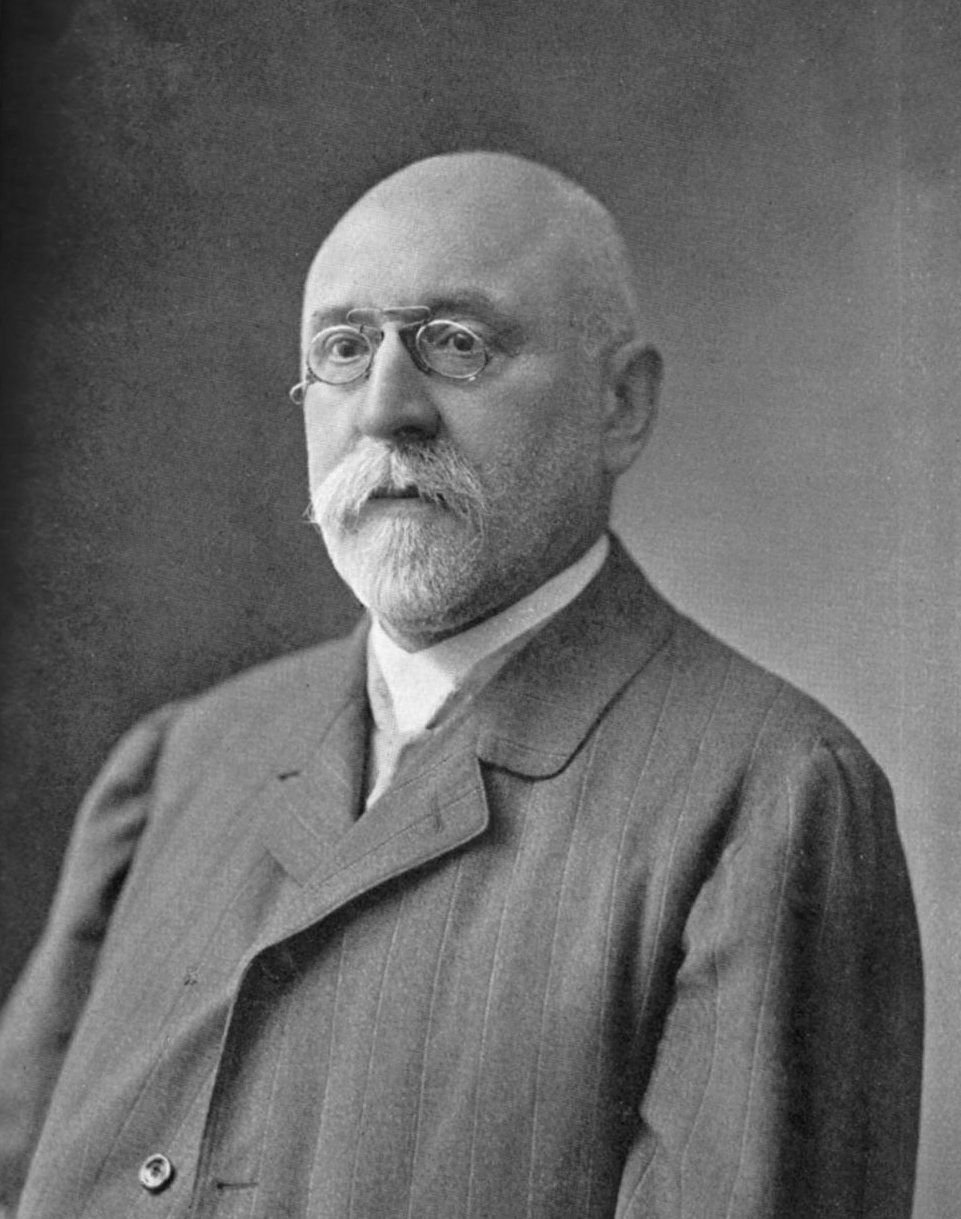
Vincent Strouhal

Vincent Strouhal, auch Čeněk Strouhal (* 10. April 1850 in Seč; † 23. Januar 1922 in Prag) war ein tschechischer Physiker auf dem Gebiet der Hydrodynamik und ein Fachmann der Experimentalphysik. Strouhal war einer der Gründer der Physik-Fakultät an der Karls-Universität Prag. Er war auch der Rektor dieser Universität.
Nach Strouhal ist die dimensionslose Strouhal-Zahl benannt.
Der Asteroid (7391) Strouhal wurde am 11. Februar 1998 nach ihm benannt.

## Werke
- Ueber eine besondere Art der Tonerregung. In: Annalen der Physik und Chemie. Neue Folge, Band V, Heft 10, S. 216–251 (Digitalisat und Volltext im Deutschen Textarchiv).